# Plagioklaz
Plagioklaz je naziv serije triklinskih glinencev s končnima členoma albitom (NaAlSi3O8) in  anortitom (CaAl2Si2O8). Natrij in kalcij se v plagioklazih neomejeno mešata in tvorita zvezno vrsto trdnih raztopin.
Mineral je prvi opisal nemški mineralog Johann Friedrich Christian Hessel (1796 - 1872) leta 1826. Njegovo ime je sestavljeno iz grških besed plagios – poševen in klao – klati in se nanaša na njegov poševen razkol z dvema razkolnima kotoma. 
Plagioklazi so zelo pomembni petrogeni minerali, ki se pojavljajo v skoraj vseh magmatskih kamninah, razen v ultrabazičnih. Pomembni so tudi za ugotavljanje porekla magmatskih kamnin - tipa magme, iz katerih so nastale, in globine Zemljine skorje, od koder magma izvira.

## Minerali iz serije plagioklazov
Sestavo minerala iz serije plagioklazov se običajno prikazuje z vsebnostjo albitske (Ab) in anortitske (An) komponente. Vsebnost obeh komponent se lahko zelo enostavno določi z merjenjem lomnega količnika ali z merjenjem kota ekstinkcije v tankih rezinah pod polarizacijskim mikroskopom. 
Serija plagioklazov običajno vsebuje šest mineralov, ki se razlikujejo po vsebnosti albitske in anortitske komponente. Ključni minerali in njihova kemijska sestava so prikazani v naslednji preglednici.
| Ime        | % NaAlSi3O8(%Ab) | % CaAl2Si2O8(%An) |
| ---------- | ---------------- | ----------------- |
| Albit      | 100–90           | 0–10              |
| Oligoklaz  | 90–70            | 10–30             |
| Andezin    | 70–50            | 30–50             |
| Labradorit | 50–30            | 50–70             |
| Bitovnit   | 30–10            | 70–90             |
| Anortit    | 10–0             | 90–100            |

Albit je dobil ime po svoji nenavadno čisti beli barvi (albus v latinščini pomeni bel). Je sorazmerno pogost in pomemben kamninotvorni mineral, ki se pojavlja v bolj kislih tipih kamnin in pegmatitnih dajkah, včasih skupaj z bolj redkima turmalinom in berilom.
Oligoklaz se najpogostje pojavlje v granitu, sienitu, dioritu in gnajsu, pogosto skupaj z ortoklazom.
Andezin je značilen mineral na primer v dioritu, ki ima precej večjo vsebnost silicija, in njegovem ekstruzivnem ekvivalentu andezitu.
Labradorit je značilen mineral v nekoliko bolj bazičnih magmatskih kamninah kot so diorit, gabro, andezit in bazalt. Pogosto ga spremljajo nekateri minerali iz skupine piroksenov in amfibolov. 
Bitovnit je zelo redek mineral, ki se pojavlja v bolj bazičnih magmatskih kamninah.
Anortit je mnogo bolj redek od albita. Pojavlja se  v intruzivnih bazičnih, redko tudi v ultrabazičnih magmatskih kamninah.